# NGC 61
NGC 61 je galaksija u zviježđu Ribe.

## Vanjske poveznice
- SEDS: NGC 0061